# صناعات السلاح الإسرائيلية (شركة)
شركة صناعات السلاح الإسرائيلية (آي دبليو آي) (بالإنجليزية: Israel Weapon Industries (IWI))، التي كانت في السابق تعرف بقسم ماجن في شركة الصناعات العسكرية الإسرائيلية المحدودة، هي شركة تصنيع إسرائيلية للأسلحة النارية، تأسست في عام 1933 وكانت وحدة تصنيع الأسلحة الصغيرة في مصنع الجيش الإسرائيلي وفي عام 2005، تمت خصخصتها وإعادة تسميها بالاسم الحالي بعد أن كانت مملوكة للدولة.

## التصنيع

### رامات هاشارون
لعقود عديدة قامت صناعات السلاح الإسرائيلية وقسم ماجن التابع للصناعات العسكرية الإسرائيلية سابقَا، بصنع أسلحتها في رامات هاشارون، يعتبر المصنع منذ سنوات عديدة عنصرًا هامًا في قطاع الصناعات في رامات هاشارون. في عام 2017، أعلنت أنها تخطط لبناء مصنع جديد في كريات جات، والذي سيعيد التصنيع إليه عند اكتماله في عام 2020، وسيوظف مصنع كريات جات الجديد الذي ستبلغ تكلفته 180 مليون شيكل، 560 عامل ومهندس إنتاج بدوام كامل في خطوط التجميع الخاصة به. 

### ما وراء البحار
تمتلك صناعات السلاح الإسرائيلية العديد من المصانع في الخارج لتصنيع الأسلحة للأسواق المحلية، ففي الهند تنشئ مركزاً مشتركاً للتصنيع مع (تمتلك الشركة الإسرائيلية 49 ٪ من المصنع، وبونج لويد 51 ٪ من المصنع) وهو أول مصنع خاص للأسلحة الصغيرة في الهند، وسيقوم المصنع بتصنيع الأسلحة النارية للجيش الهندي.  وقالت الشركة في عام 2017 إنها تتوقع مناقصات مع الجيش الهندي في المنطقة بقيم تتراوح بين 200 و300 مليون دولار. 

## خط الإنتاج
تشمل منظومات الأسلحة التي تنتجها صناعات السلاح الإسرائيلية خطوط إنتاج الرشاش المصغر عوزي ومسدسات باراك وأريحا ورشاشات النقب والجليل الخفيفة و بندقية تافور، فالجليل هو بندقية هجومية مدمجة والنقب هو المدفع الرشاش الخفيف الرئيسي للشركة، وأريحا 941 هو مسدس نصف أوتوماتيكي وتافور هي بندقية هجومية.
في الثمانينيات من القرن الماضي، تعاقدت ماغنوم ريسيرش وهي مصنِّع أمريكي للأسلحة النارية، مع آي دبليو آي لإعادة تصميم وتصنيع عيارات ماغنوم ( .44 ماغنوم، .357 ماغنوم و .50 إيه إي ) للمسدسات نصف الأوتوماتيكية، وكانت النتيجة المسدس نسر الصحراء. 
الشركة تصنع أسلحة خفيفة وأسلحة نارية خفيفة بشكل رئيسي للاستخدامات عسكرية ولكن أيضًا لوحدات شرطة ووكالات مخابرات وقوات أمن. من بين منتجاتها:
- بنادق هجومية:
  - غليل - النسخة "الكلاسيكية"، تم وقف إنتاجها لصالح غليل ACE.
  - غليل ACE - نسخة جديدة من غليل مع مخزن تلسكوبي، مقبض ومعايير حديثة. متوفرة بعدة عيارات منها 7.62x39مم، 5.56x45مم ناتو، 7.62x51مم ناتو.
  - تافور - بندقية بولو-باف.
    - تافور 7 (تافور بعيار 7.62x51مم ناتو)

  - مايكرو-تافور X95 - بندقية بولو-باف مختصرة، متوفرة بعدة عيارات وأطوال سبطانة.
  - تافور X-95 فلات-توب - بندقية خدمة وبندقية بولو-باف مختصرة، متوفرة بعدة عيارات وأطوال سبطانة. نموذج محسّن من مايكرو-تافور X95.
  - عراد - بندقية كارابين لقوات خاصة.
    - عراد 5 - بندقية هجومية بعيار 5.56x45مم ناتو أو 0.300 BLK
    - عراد 7 - بندقية معركة بعيار 7.62x51مم ناتو أو 6.5 كريد مور

  - كارمل - بندقية هجومية كارابين.
- مسدس رشاشات:
  - عوزي (في السابق في موديلات الميني ومايكرو-عوزي، والآن في طراز عوزي برو)
  - مايكرو-تافور SMG (بندقية بولو-باف مختصرة/رشاش بعيار 9 مم)
- مدفع رشاشات:
  - النقب (بعيار 5.56x45مم ناتو)
  - النقب NG7 (بعيار 7.62x51مم ناتو)
- بنادق قنص:
  - غليل قناصة - بندقية قنص نصف آلية بعيار 7.62x51مم ناتو.
  - IWI دان ("دان") - بندقية قنص زنادية بعيار 0.338 لابوا ماغنوم.
  - بندقية قنص ACE – بندقية قنص نصف آلية بعيار 7.62x51مم ناتو.
  - عراد 7 SR-DMR – بندقية قنص نصف آلية وبندقية قناص بعيار 7.62x51مم ناتو.
- مسدسات:
  - يريشو 941
  - باراك - طراز متطور وصغير من يريشو، تم وقف الإنتاج بسبب قلة الطلب.
  - نسر الصحراء/صقر الصحراء (Desert Eagle) - في 2009 تم نقل الإنتاج إلى شركة أخرى في الولايات المتحدة الأمريكية.
  - مسدس عوزي - مسدس مستند إلى تيموك عوزي، تم وقف الإنتاج.
  - مصداء (مسدس تم إطلاقه في 2017قالب:استشهاد بهامشقالب:استشهاد بهامش)
- أنظمة أسلحة:
  - أرابيل - نظام أسلحة محوسب يعزز فعالية ضربات بندقية الهجوم أو المدفع الرشاش.
  - قاذف قنابل GL 40 - يتوفر أيضًا في تكوين مستقل

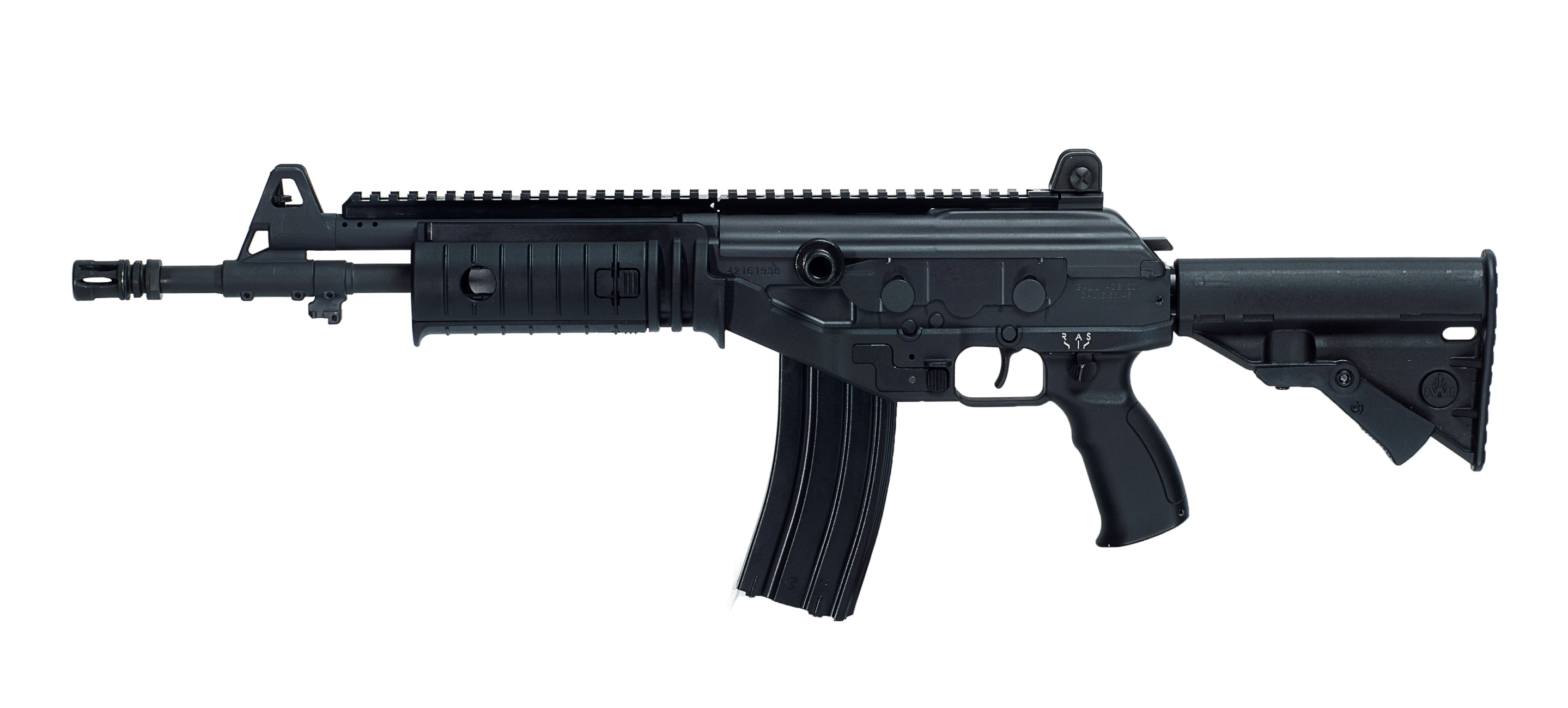
الجليل أيه سي إي (بندقية هجومية)
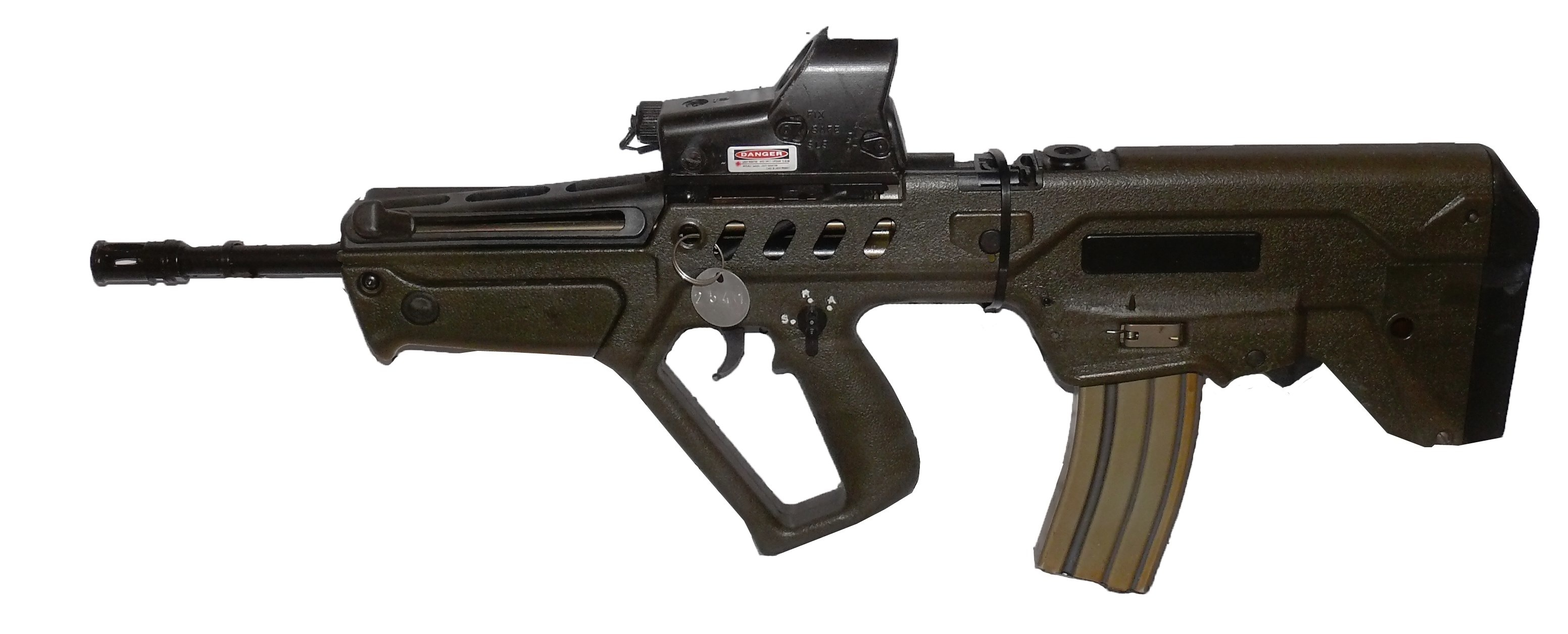
تافور (بندقية هجومية)
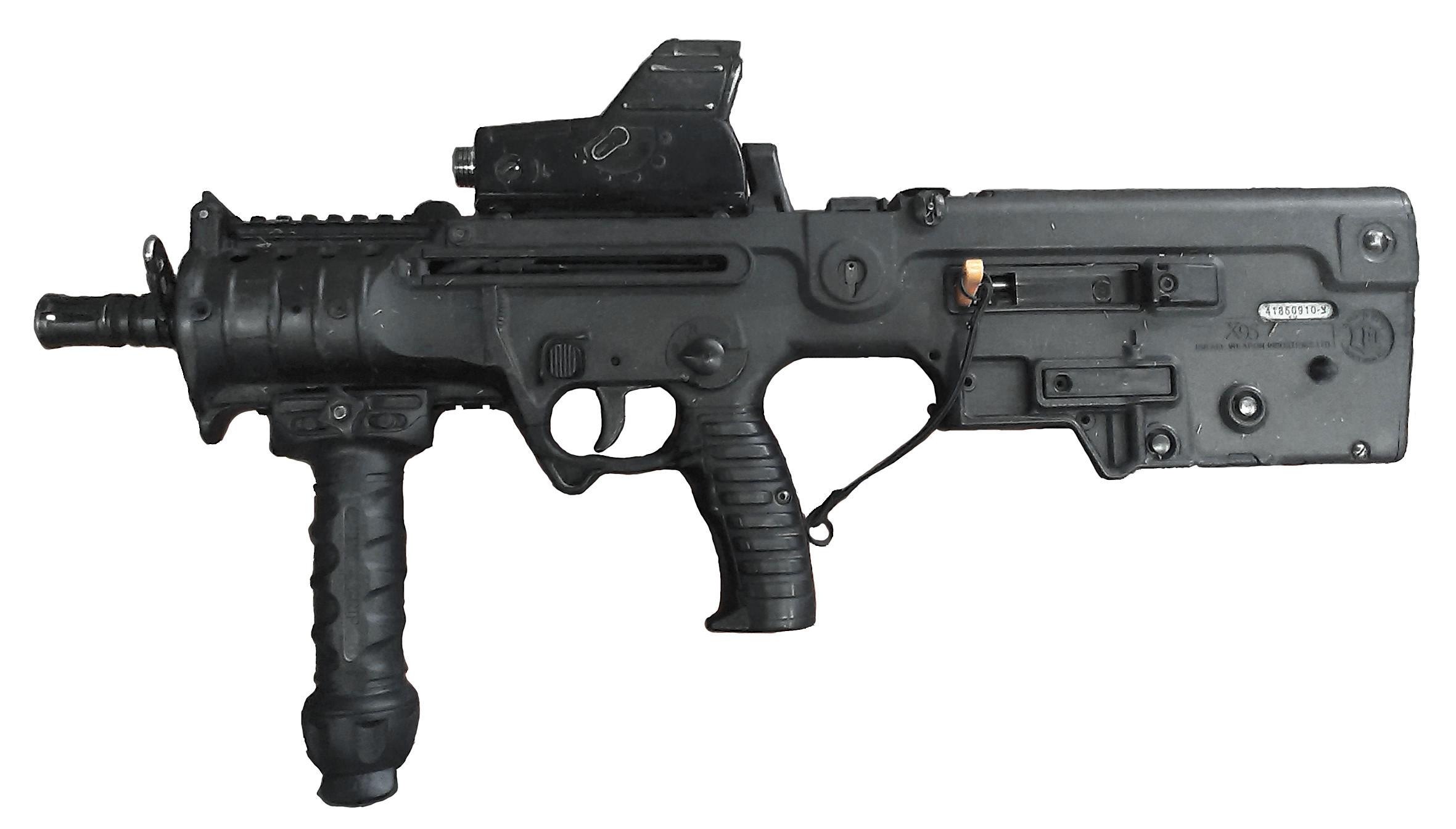
X95 (بندقية هجومية)
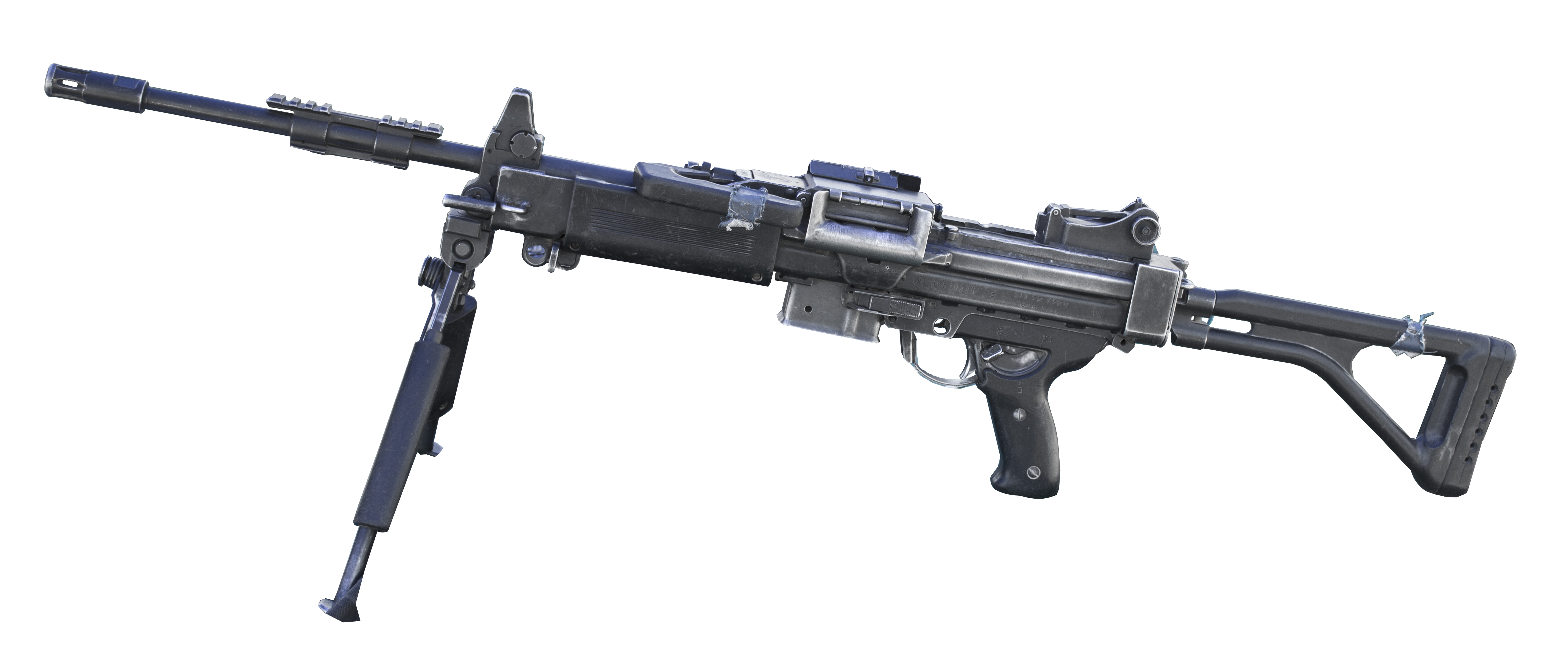
آي دبليو آي نقب (رشاش خفيف)
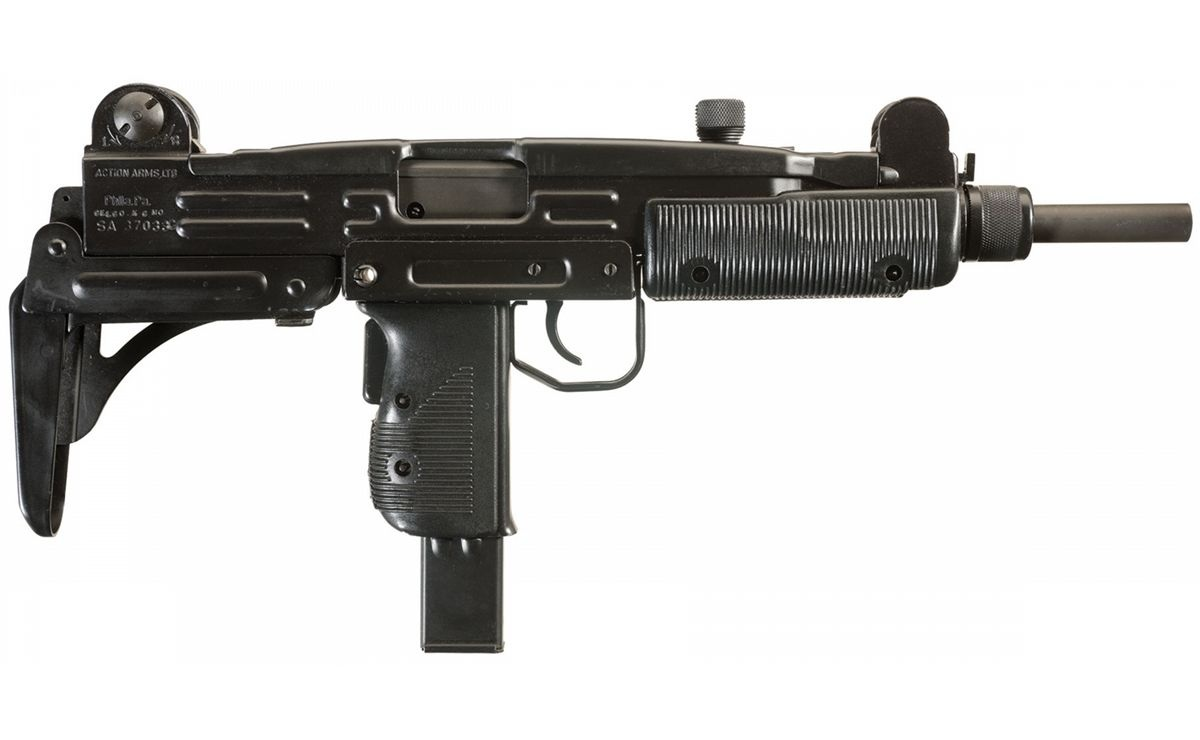
عوزي (مدفع رشاش ثانوي)
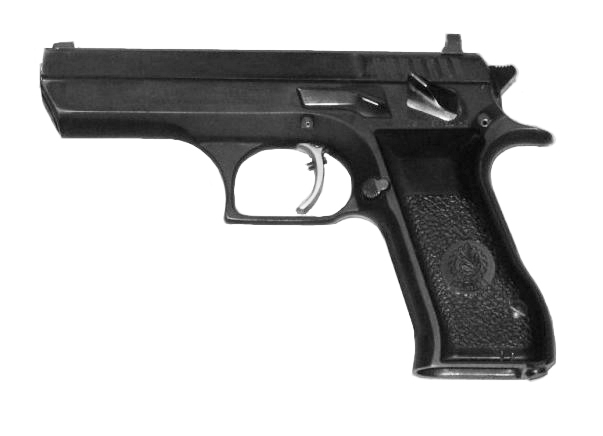
اريحا 941 (مسدس)
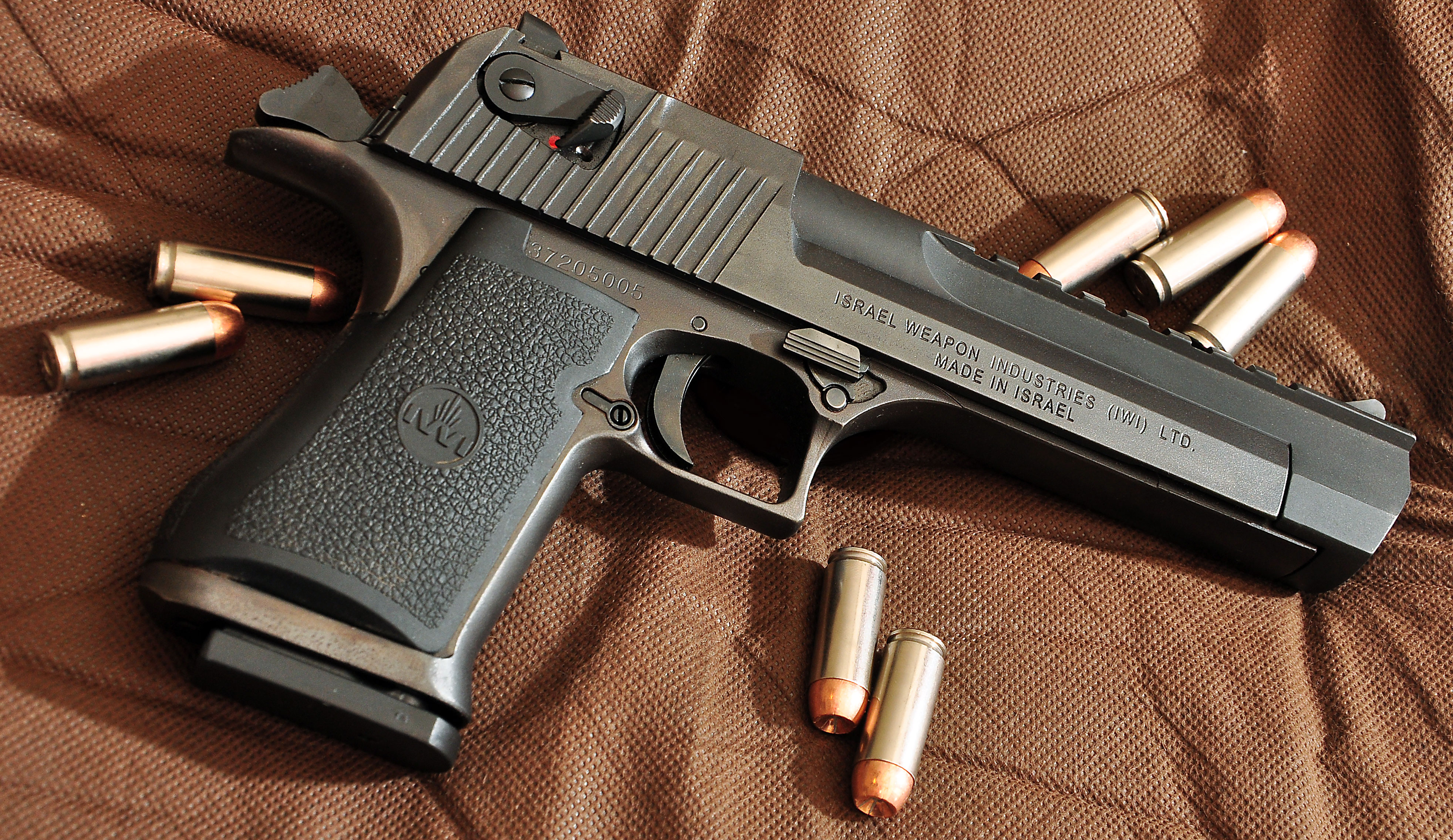
نسر الصحراء (مسدس)
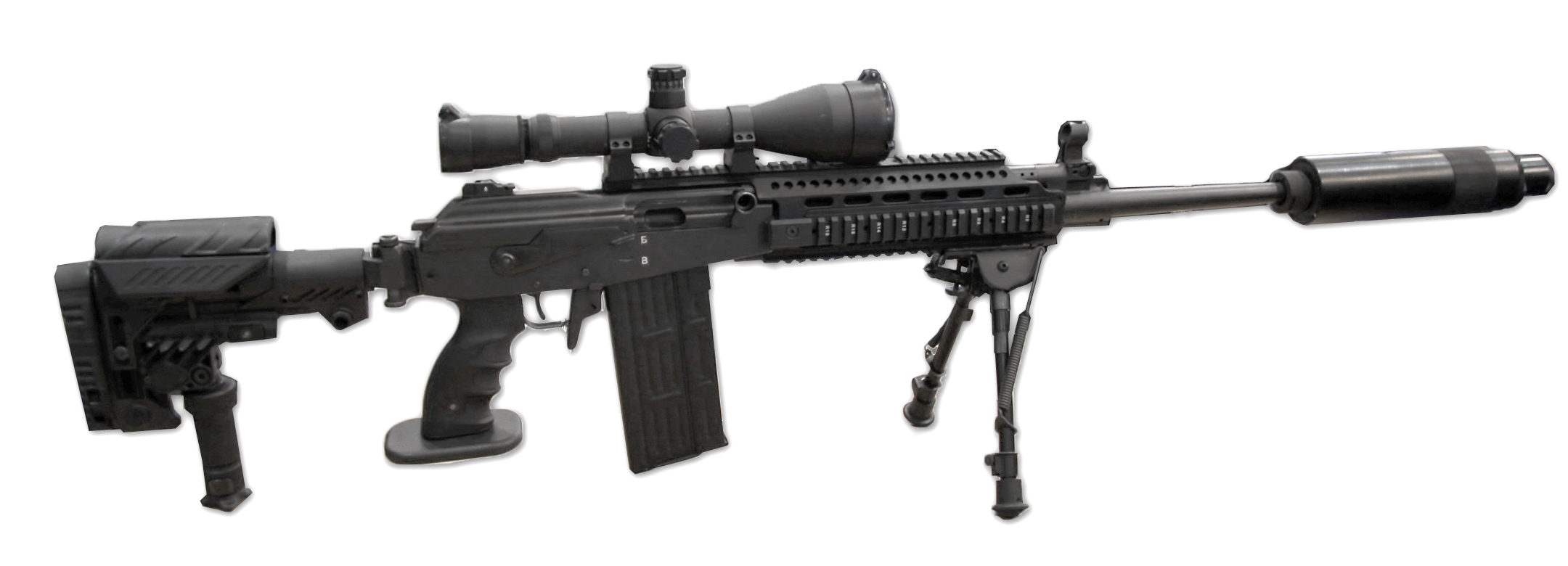
قناص الجليل (Galatz) (بندقية دقيقة شبه أوتوماتيكية)

### بنادق القنص
في عام 2014، أطلق صناعات السلاح بندقية القنص آي دبليو آي دان .338، وتم تصميم البندقية لخفة الوزن وإحكام الحمل فالشاسيه مصنوع من سبائك الألومنيوم، والبرميل العائم الخفيف الحر بكول 737 مم (29 بوصة) وتزن البندقية الجديدة 6.9 كيلوجرام (15.2 رطلاً) بدون خزينة أو ذخيرة أو تلسكوب أو مرتكز، كما أنها عبارة عن بندقية قنص تعمل بالبراغي بعيار 0.338 لابوا ماغنوم، مع نطاق فعّال حوالي 1200 متر.
في عام 2014، تم اختيار بندقية دان 0.338 كبندقية قنص جديدة لوحدة القوة الجوية الخاصة التابعة للجيش البريطاني، وتم استخدام بندقية القنص دان من قبل تلك الوحدة ضد قادة داعش في سوريا والعراق.

## خصخصة مصنع "مجن"
حسب تقرير مركز أدوة"ثلاثة عقود من الخصخصة، ياعل حسون، نوفمبر 2006" (PDF). اطلع عليه بتاريخ 2025-01-20. تم بيع الشركة بسعر منخفض بلغ 2.5 مليون دولار، رغم أن الربح المتوقع منها في السنوات الثلاث التالية يزيد عن 3 ملايين دولار سنوياً. بالإضافة إلى ذلك، تعهدت الدولة بتوفير شبكة أمان لمدة 5 سنوات من خلال تمويل 70% من نفقات إنهاء تشغيل الموظفين الذين يقترحهم الملاك الجدد. تم نشر أنه قبل حوالي عام من بيع مصنع "مגן" تم توقيع اتفاق لبيعه مقابل 20-25 مليون دولار لمجموعة "جنرال ديفينس". ومع ذلك، لم يتم تنفيذ الصفقة. طلب مدقق الدولة فحص كيف يمكن أن يتم بيع المصنع في النهاية بعشر الثمن المعروض"مدقق الدولة يفحص هل تم بيع مصنع "مגן" بسعر منخفض". مؤرشف من الأصل في 2022-08-09. اطلع عليه بتاريخ 2025-01-20.
زعمت سامي كاظم أنه دفع نحو 10 مليون دولار مقابل المصنع"تافور سامي كاظم يطلق النار على لبنان". اطلع عليه بتاريخ 2025-01-20.

## التدريب الأمني
تقدم IWI تدريب على مكافحة الإرهاب للمواطنين الإسرائيليين وتتعاقد بخدماتها إلى الدول الخارجية التي تتطلب التدريب الأمني والتدريب على مكافحة الإرهاب لحماية المنشآت والمسؤولين رفيعي المستوى، وتتعاون IWI مع كلية متروبوليتان بنيويورك (أم سي أن واي) والتي تقدم درجة الماجستير في الإدارة العامة وإدارة الطوارئ والأمن الداخلي.

## وصلات خارجية
- الموقع الرسمي